# Scarabaeus rodriguesi
Scarabaeus rodriguesi är en skalbaggsart som beskrevs av Ferreira 1953. Scarabaeus rodriguesi ingår i släktet Scarabaeus och familjen bladhorningar. Inga underarter finns listade i Catalogue of Life.